# Midtown Detroit
Midtown Detroit es un área de uso mixto que consta de un distrito comercial, un centro cultural, la Universidad Estatal Wayne y varios vecindarios residenciales, ubicados a lo largo del lado este y oeste de Woodward Avenue, al norte del Downtown de Detroit y al sur del New Center. El área comunitaria de vecindarios la delimitan la I-375 (Chrysler Freeway) por el oriente, la M-10 (Lodge Freeway) por el occidente, Edsel Ford Freeway (I-94) por el norte y la Interestatal 75 (I-75, Fisher Freeway) por el sur. El área incluye varios distritos históricos, el Detroit Medical Center y la Universidad Estatal Wayne.

## Visión general
El área de Midtown es un área comunitaria general de uso mixto de vecindarios que contiene oleadas sucesivas de desarrollo que han transformado el área varias veces desde que se planificó por primera vez. Los vecindarios están dominados por la vía de Woodward Avenue, que corre de norte a sur a través del corazón de Midtown. Este vecindario se conocía anteriormente como Cass Corridor y muchos habitantes de Detroit continúan refiriéndose a él como tal.
Woodward Avenue, que corre de norte a sur a través del centro del vecindario, está habitada principalmente por negocios comerciales, instituciones culturales / orientadas al público y edificios religiosos. El corazón del centro cultural (la Biblioteca Pública de Detroit y el Instituto de Artes de Detroit) se encuentra directamente en Woodward en la parte norte de Midtown.
La parte norte de Midtown al oeste de Woodward Avenue está dominada por la Universidad Estatal Wayne, cuyo campus abarca casi toda la parte noroeste de Midtown al norte de Warren Avenue y al oeste de Woodward. El campus de la Universidad Estatal Wayne cubre 0,82 km² en la sección noroeste de Midtown. El campus de Wayne es irregular y partes se extienden al sur de Warren (en particular Old Main) y al norte de la I-94, fuera de Midtown y en el vecindario de New Center. Wayne es una de las tres instituciones de investigación de Míchigan y atiende a más de 32.000 estudiantes.
La primera parte de lo que más tarde se convirtió en la Universidad Estatal Wayne fue la Facultad de Medicina de Detroit, que fue fundada en 1868. La escuela de educación se inició en 1881. En 1896, Old Main fue construido como Central High School de Detroit. Las clases universitarias se agregaron en 1913, y estas clases de artes liberales se convirtieron en Detroit Junior College en 1917. La escuela comenzó a ofrecer títulos de cuatro años en 1923 y se agregaron cursos de posgrado en 1930. En 1933, las universidades previamente dispares se unieron bajo una administración en la Universidad Wayne. En 1956, la escuela pasó a llamarse Universidad Estatal Wayne.
Desde principios de la década de 1940, la Universidad Estatal Wayne, respaldada por la Comisión de Planificación de la Ciudad, ha dado forma al desarrollo del área circundante a través de su plan de crecimiento. La disponibilidad de subvenciones para la remodelación urbana a partir de la década de 1950 se convirtió en un importante recurso de financiación para la expansión de la universidad. El tamaño del campus ha continuado expandiéndose, con la Universidad construyendo un nuevo edificio y reutilizando edificios más antiguos ubicados en el área. En el otoño de 2015, casi 30.000 estudiantes estaban matriculados en Wayne State: más de 18.000 estudiantes de pregrado y más de 8.000 estudiantes graduados, y el resto estaba matriculado en programas profesionales.

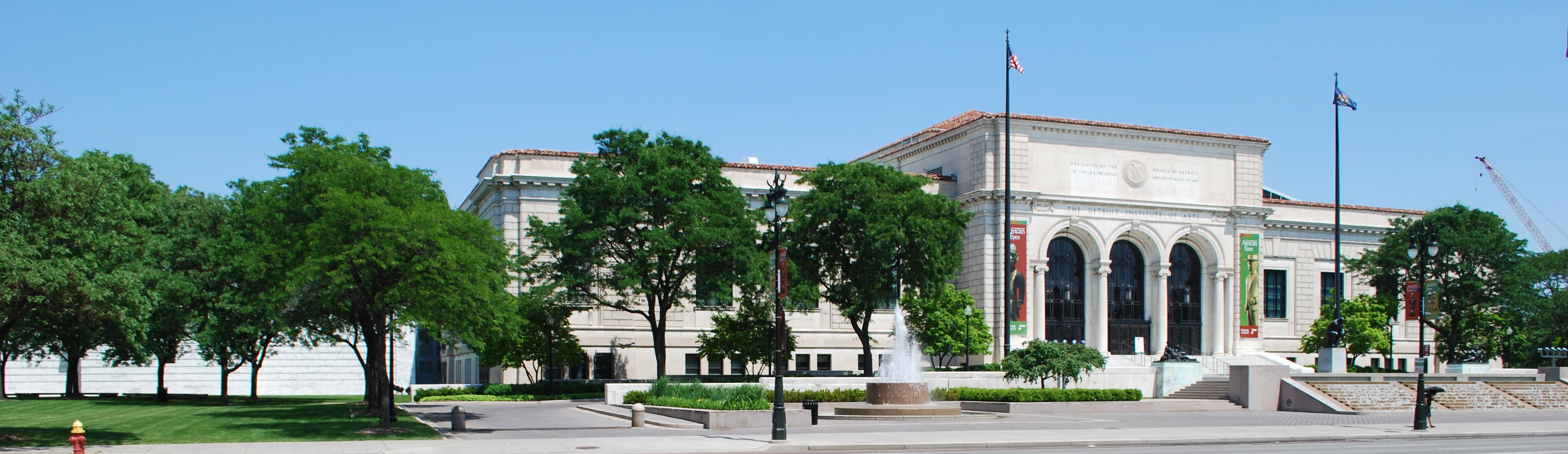
El Instituto de Artes de Detroit.

El Centro de Arte (o Centro Cultural) se centra en el Distrito Histórico del Centro Cultural: la Biblioteca Pública de Detroit, el Instituto de Artes de Detroit y el Edificio Conmemorativo de la Educación Horace H. Rackham. El distrito contiene varias atracciones culturales.
La biblioteca y el museo de arte fueron construidos en la década de 1920, anunciando un movimiento City Beautiful en Detroit que tenía como objetivo establecer el área a lo largo de Woodward como el centro cultural de la ciudad La Universidad Estatal Wayne, entonces ubicada en la antigua Central High School, comenzó a ofrecer títulos de cuatro años. Estas instituciones formaron un área central que atrajo a otras instituciones de orientación pública al área, incluidas varias escuelas de música, el Instituto Merrill-Palmer, el Museo Histórico de Detroit y la Facultad de Estudios Creativos. El Museo Charles H. Wright de Historia Afroamericana, el Centro de Ciencias de Detroit y el Museo de Arte Contemporáneo de Detroit también se encuentran en el área del Centro de Arte.
La parte del Centro de Arte de Midtown también contiene importantes áreas residenciales, incluido el  Distrito Histórico de East Ferry Avenue casas dispersas de fines del siglo XIX al este del Instituto de Arte de Detroit. Estos vecindarios se han llenado de casas adosadas y otros desarrollos residenciales y revitalizaciones.

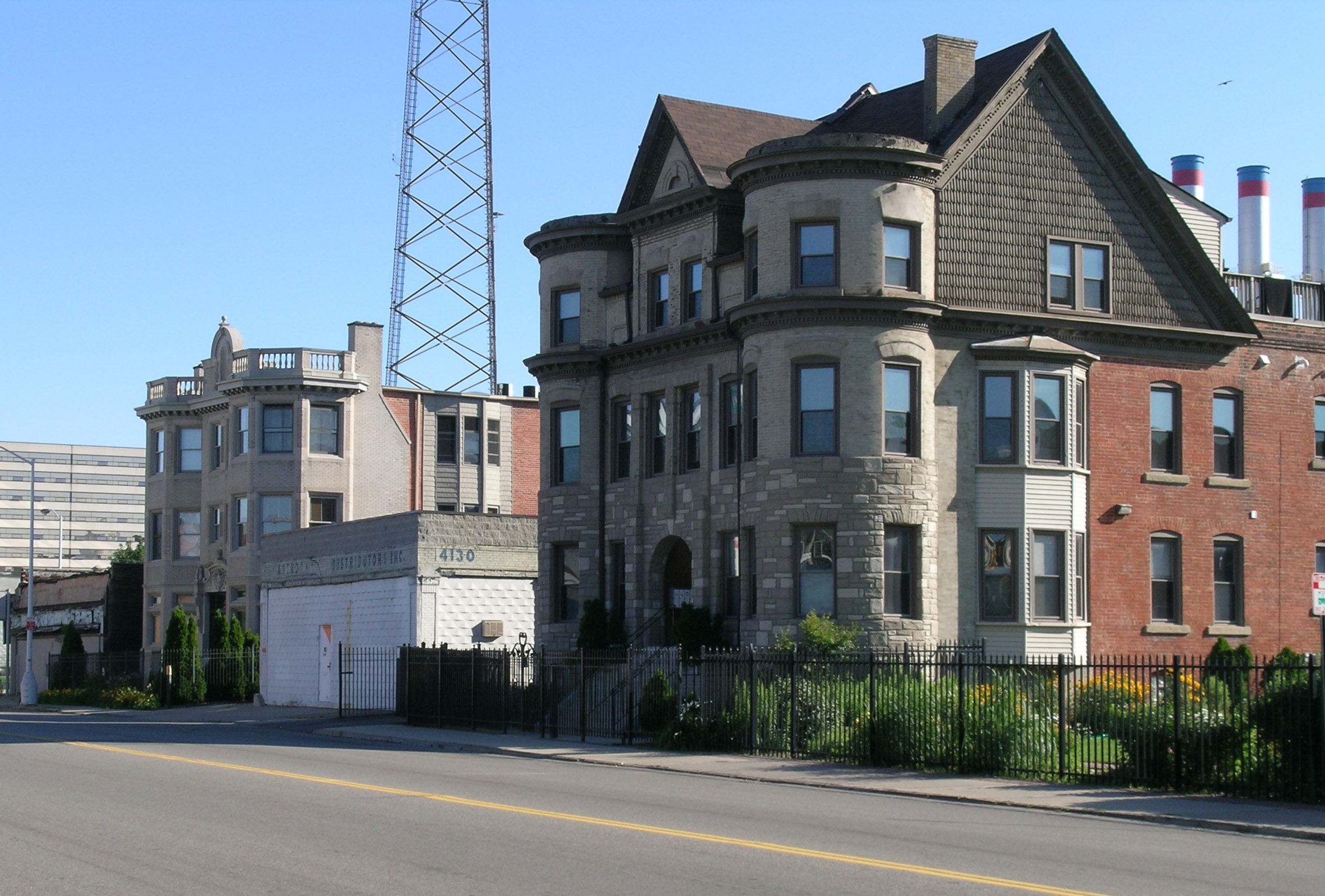
Cass Avenue en el Distrito Histórico de Willis-Selden.

Al sur de la Universidad Estatal Wayne, el área de North Cass (o Cass Farm) contiene una cantidad sustancial de casas de apartamentos de unidades múltiples, muchas de ellas mezcladas con viviendas unifamiliares anteriores. Esta área ha sido fuertemente influenciada por la expansión del estado de Wayne, con parte del campus de WSU extendiéndose hacia la sección norte de North Cass, y gran parte de las viviendas residenciales ocupadas por los estudiantes de Wayne.

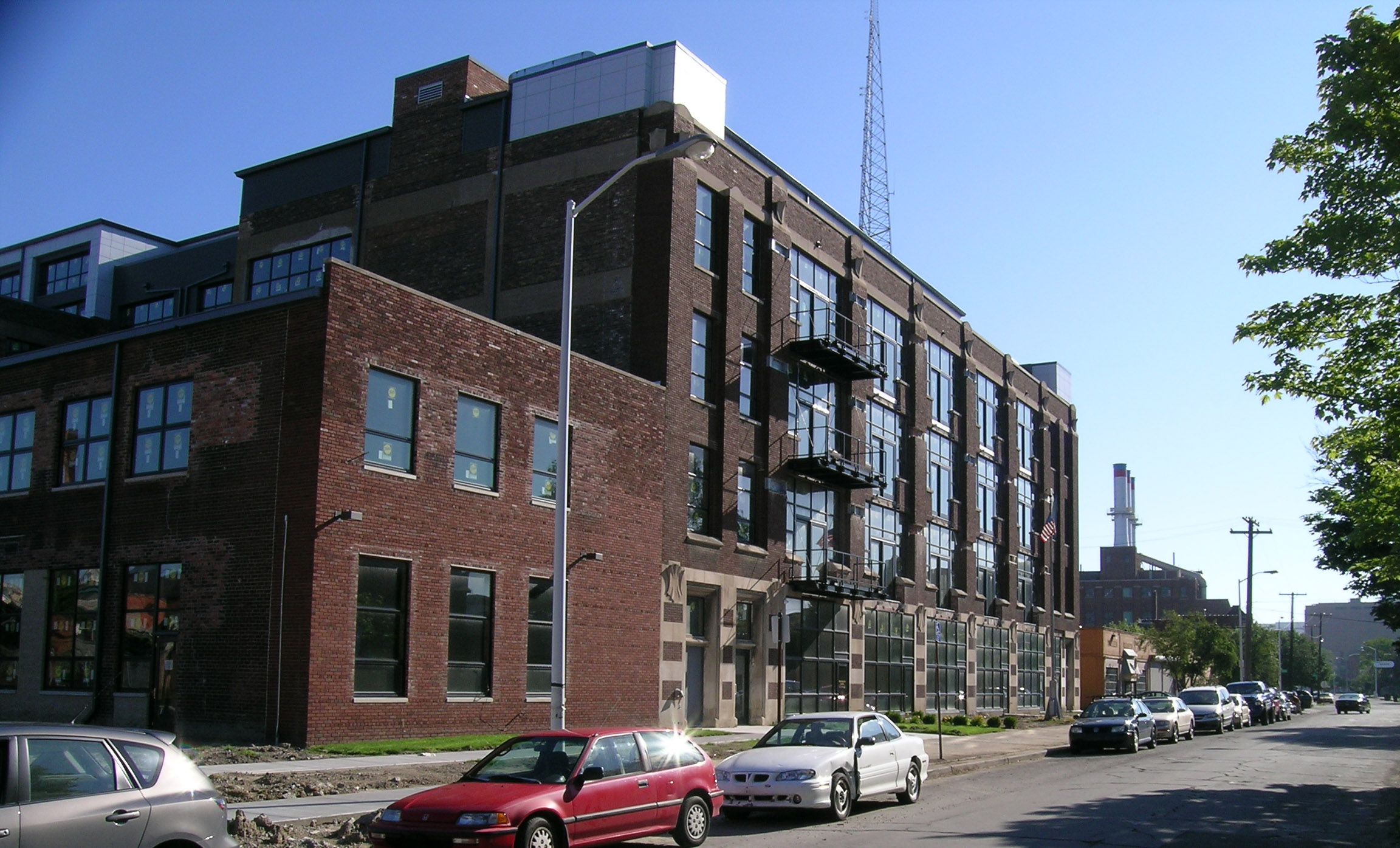
Lofts en el Distrito Histórico de Willis–Selden.

También hay varios edificios comerciales, particularmente a lo largo del corredor Cass, al oeste de Woodward. Muchos de estos apoyan negocios comerciales, y un estudio minorista independiente realizado por la Asociación del Centro Cultural Universitario ha demostrado que el número de puntos de venta minoristas independientes en Midtown Detroit está aumentando. La sección norte de Cass también tiene un puñado de edificios industriales que datan del apogeo automotriz de Detroit. Muchos de ellos, como el edificio Willys Overland, se han convertido o se están convirtiendo en loft residencial.
El Detroit Medical Center se organizó en 1985 como una unión entre varios hospitales: Harper University Hospital, Sinai-Grace Hospital, Hutzel Women's Hospital y Children's Hospital of Michigan. Con la incorporación de otros hospitales, como el Detroit Receiving Hospital, el campus del DMC y sus instituciones asociadas adyacentes (el Karmanos Cancer Institute y el John D. Dingell Veteran's Administration Hospital Center) ahora ocupa la mayor parte del área entre Mack Avenue al sur, Warren Avenue al norte, John R. al oeste y Beaubien al este.
El Hospital Harper fue fundado en 1863, recibiendo a sus primeros pacientes, soldados de la Guerra de Secesión, en 1864. Dos años más tarde abrió como hospital general. En 1882 se construyó un nuevo edificio hospitalario en lo que ahora es el campus del DMC. Se construyeron edificios adicionales en 1913 y 1928. Hutzel Women's Hospital, fundado en 1868, fue el segundo hospital de Detroit. Grace Hospital fue fundado en 1883, y Children's Hospital fue fundado tres años después. Detroit Receiving se fundó en 1915 y se trasladó a su ubicación actual en 1980.

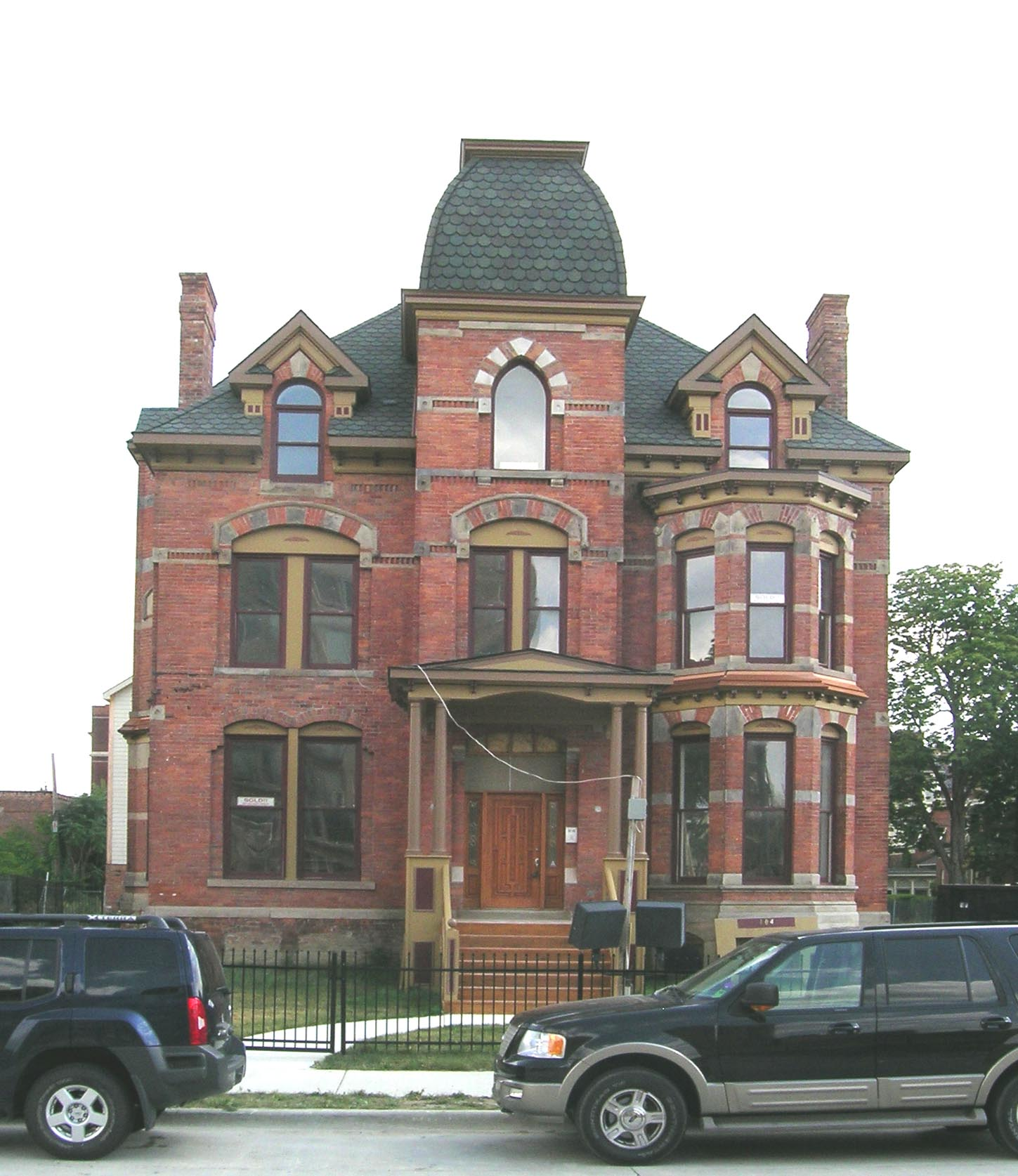
Restauración en 2006 de la Casa Lucien Moore (1885) en Brush Park.

En 2012, se iniciaron dos importantes proyectos de construcción en New Center, el Sistema de Salud Henry Ford inició la primera fase de un proyecto de revitalización de 500 millones de dólares y 300 acres, con la construcción de un nuevo Centro de Distribución Médica de 30 millones de dólares y 275,000 pies cuadrados Center for Cardinal Health, Inc. y la Universidad Estatal Wayne comenzaron la construcción de un nuevo Centro Integrativo de Biociencias (IBio) de $ 93 millones y 207,000 pies cuadrados. Hasta 500 investigadores y personal trabajarán en el Centro IBio.

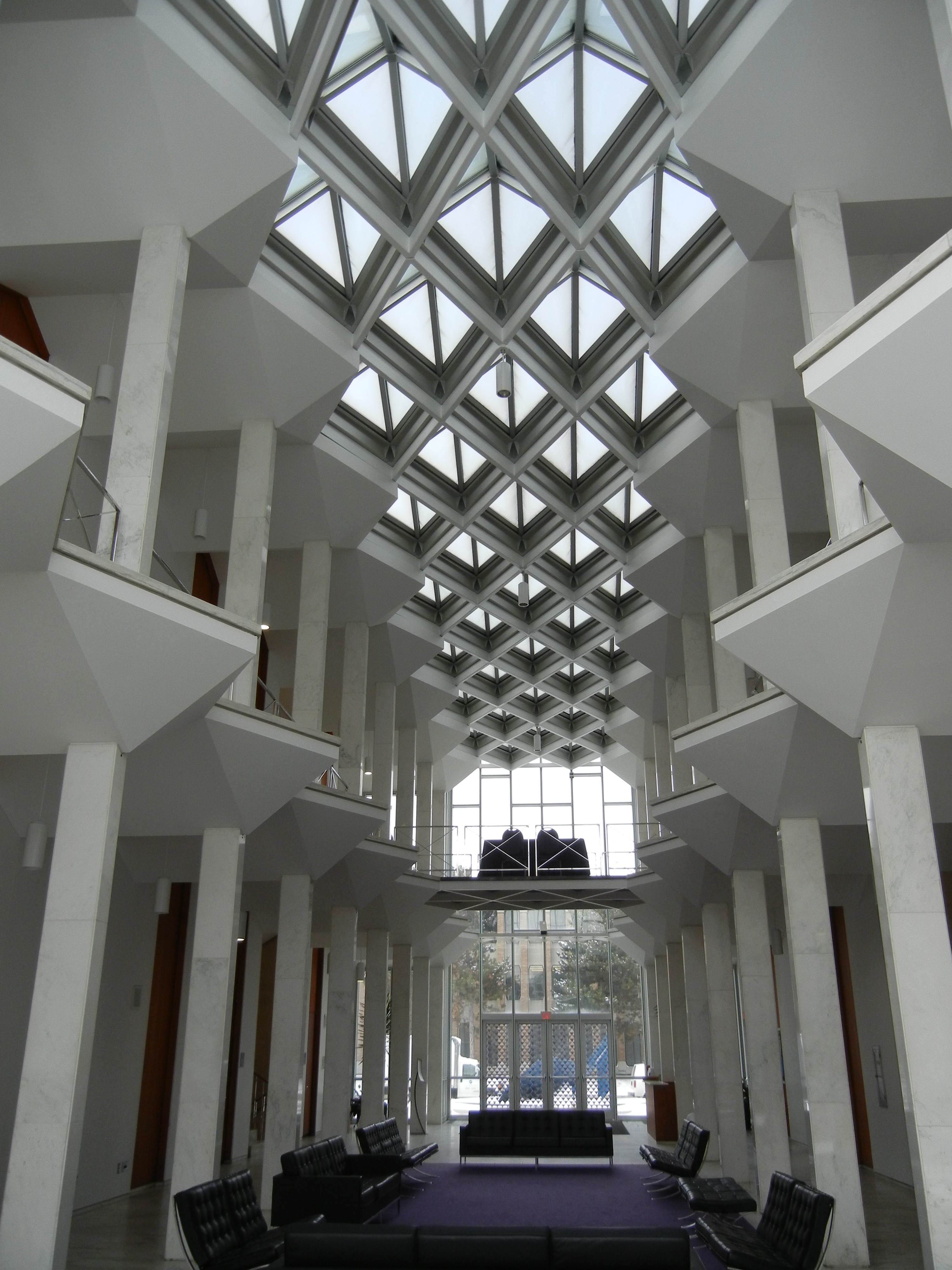
El McGregor Memorial Conference Center

Al sur de Martin Luther King Jr Boulevard, el Midtown hacia el Distrito Histórico de Cass Park está a una distancia sustancial tanto del Downtown como de la influencia del estado de Wayne. El área alrededor de Cass Park propiamente dicha está anclada por Cass Technical High School y el Templo Masónico de Detroit, pero la parte cercana a Woodward Avenue y el distrito de Park Avenue, que alguna vez estuvo de moda, están a la espera de ser remodeladas.
El distrito de Brush Park propiamente dicho se extiende desde Mack Avenue hasta la autopista Fisher, y se extiende al este y al oeste desde Woodward Avenue hasta Beaubien Street.
Brush Park se desarrolló a partir de la década de 1850 como un barrio residencial para los ricos de Detroit. La construcción alcanzó su punto máximo en las décadas de 1870 y 1880; una de las últimas casas construidas fue construida en 1906 por el arquitecto Albert Kahn para su uso personal. Los primeros residentes de Brush Park incluyeron al barón de la madera David Whitney Jr., su hija Grace Whitney Evans, Joseph L. Hudson, fundador de los grandes almacenes del mismo nombre, el barón de la madera Lucien Moore, el banquero Frederick Butler y el fabricante de artículos secos Ransom Gillis. 
Durante el siglo XIX, se construyeron alrededor de 300 casas en Brush Park, incluidas 70 mansiones victorianas. El vecindario está experimentando actualmente la restauración de sus casas históricas; en la actualidad, quedan alrededor de 80 estructuras originales en el área. El resurgimiento de Brush Park comenzó en la década de 1990 y se ha acelerado recientemente. Varias de las mansiones más antiguas se han restaurado y más se han estabilizado. Además, se han construido nuevos condominios en la parte sur de Brush Park, cerca de Fisher Freeway.

### Distritos

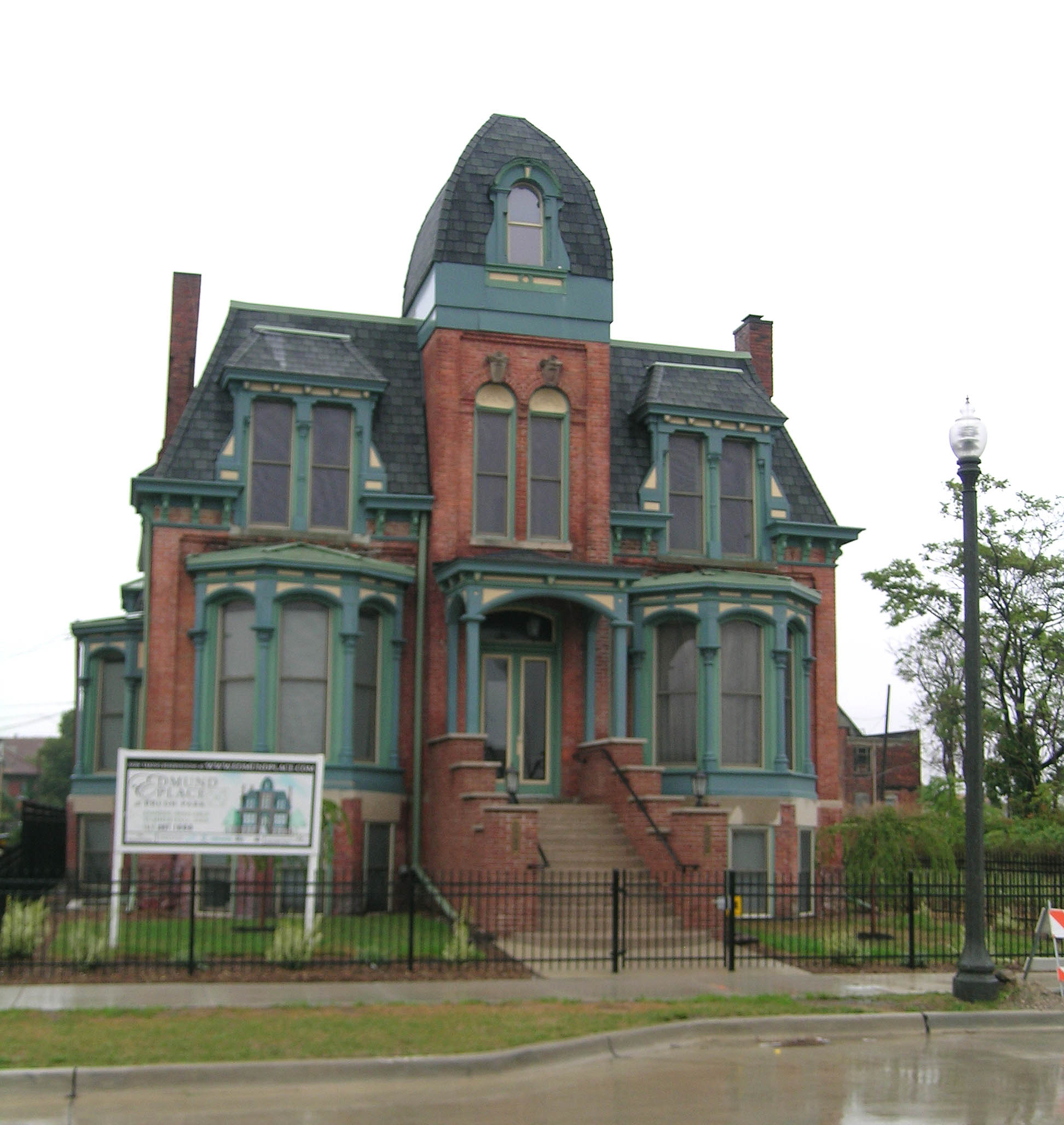
La Casa Frederick Butler en Brush Park.

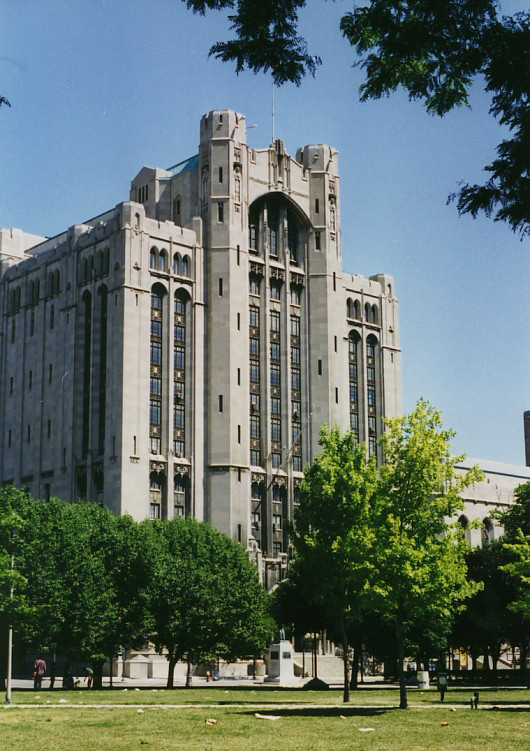
Templo Masónico de Detroit en Cass Park.

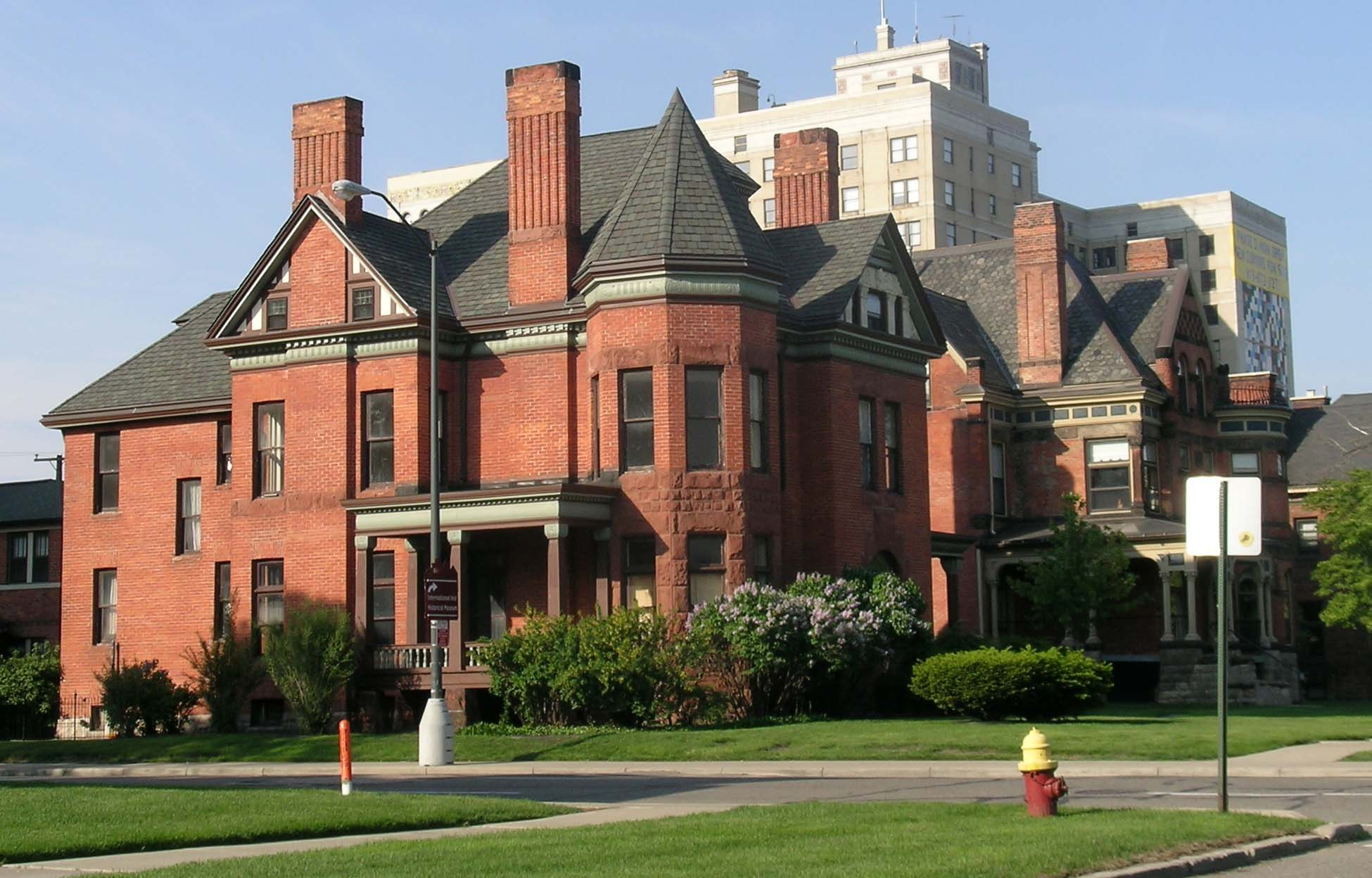
Casas victorianas restauradas.

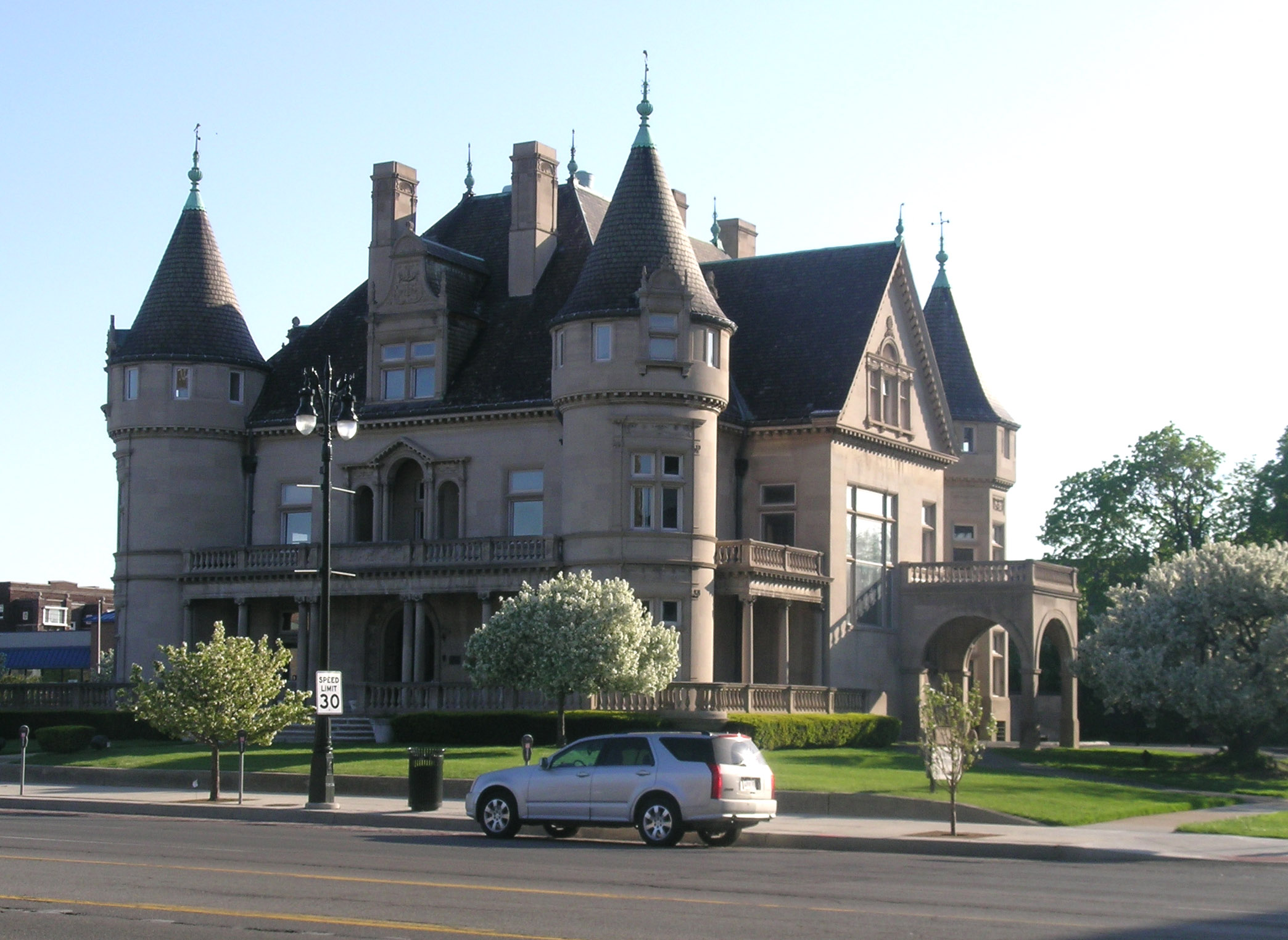
La Casa del coronel Frank J. Hecker en East Ferry Avenue.

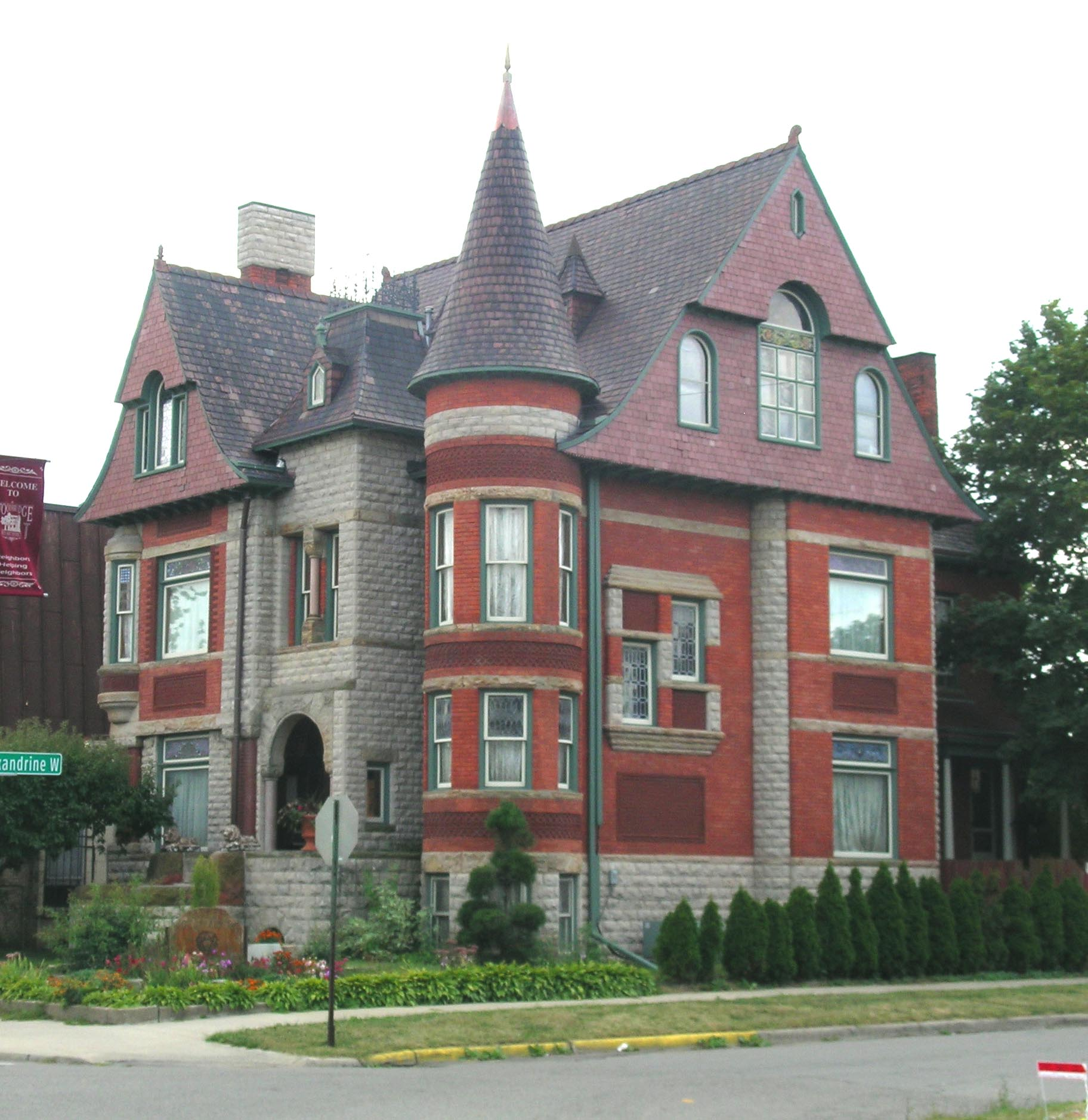
La Casa Hunter en Woodbridge.

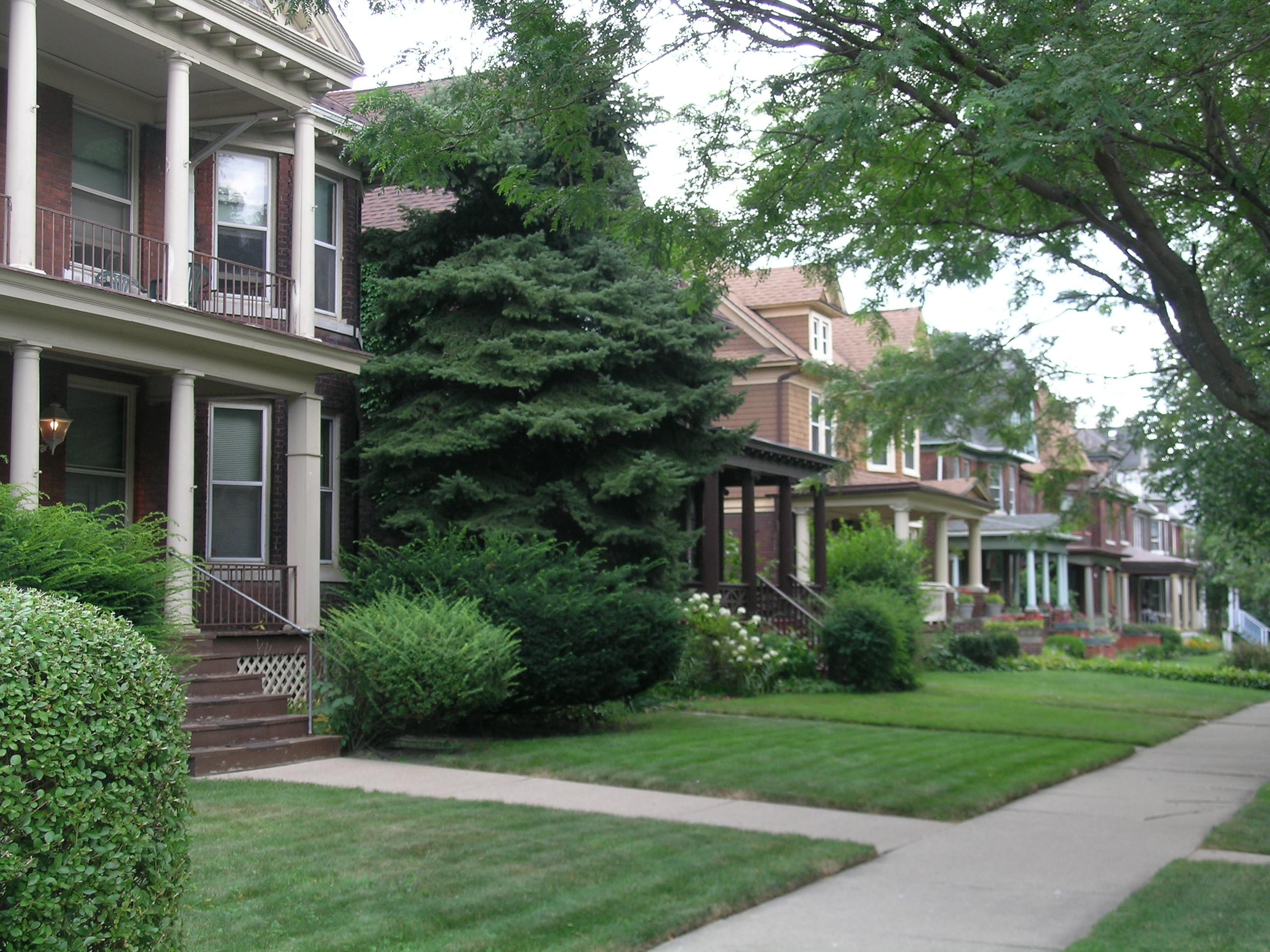
Casas en Avery en Woodbridge.

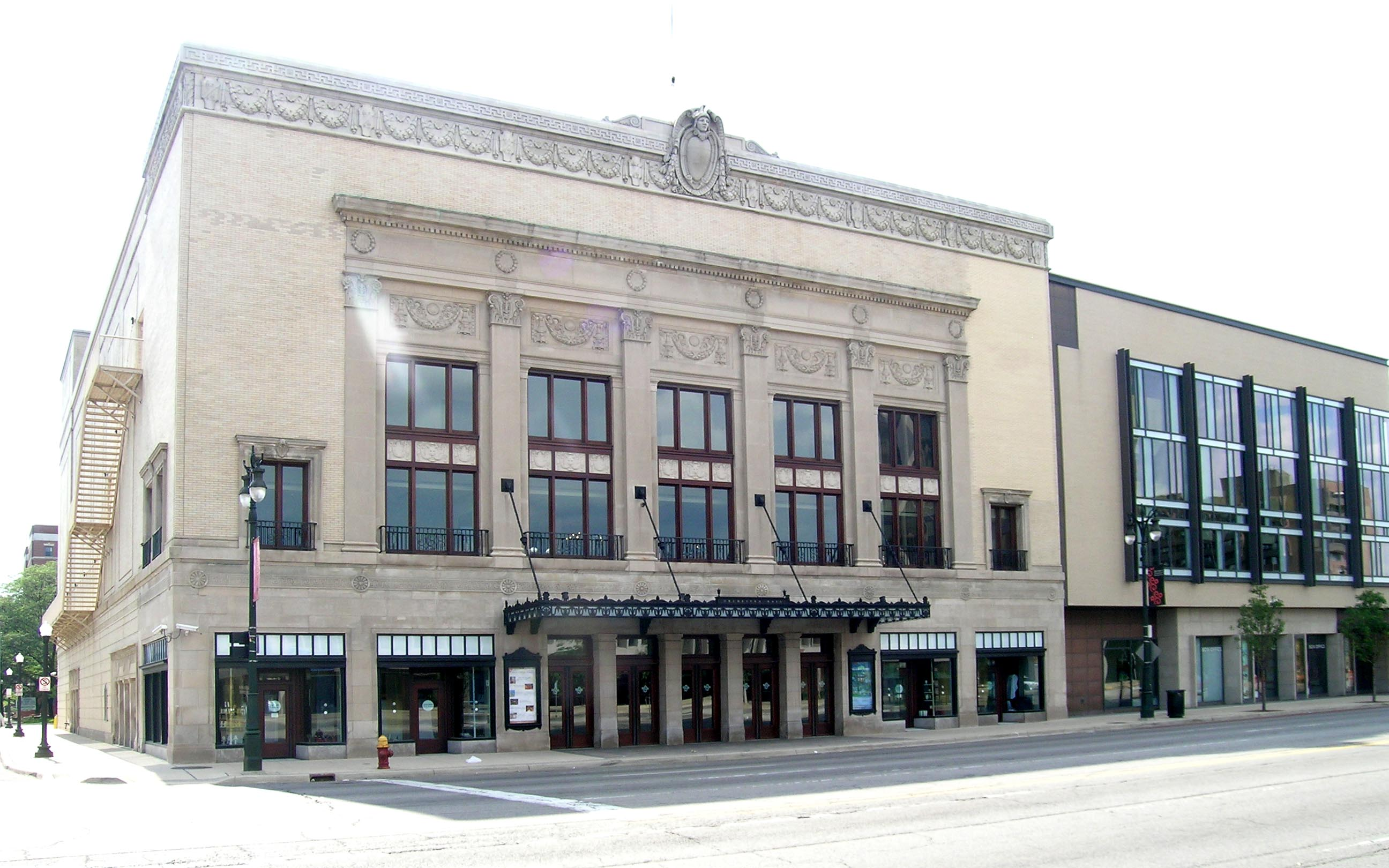
El Orchestra Hall en la Avenida Woodward.

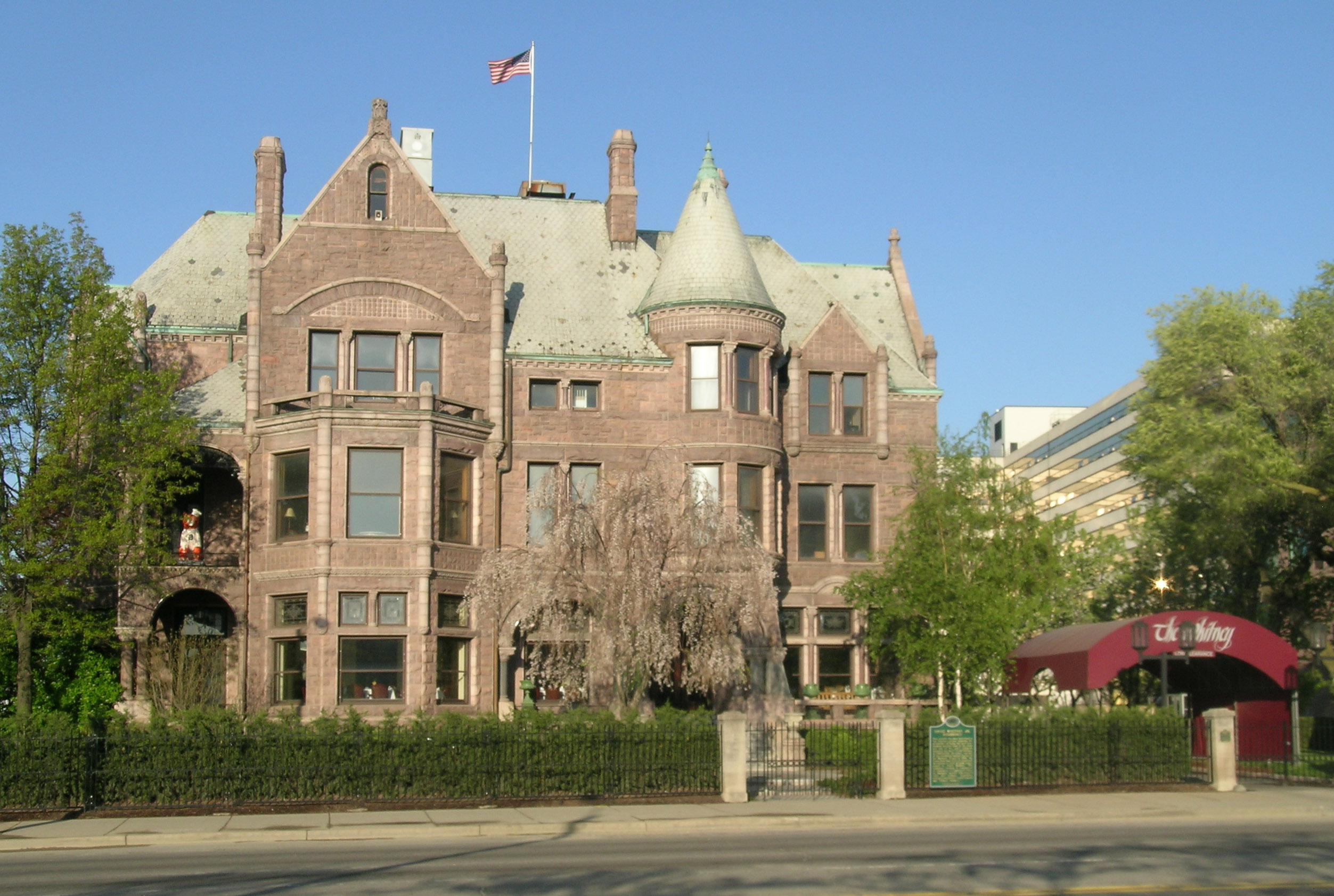
La Casa David Whitney en la Avenida Woodward.

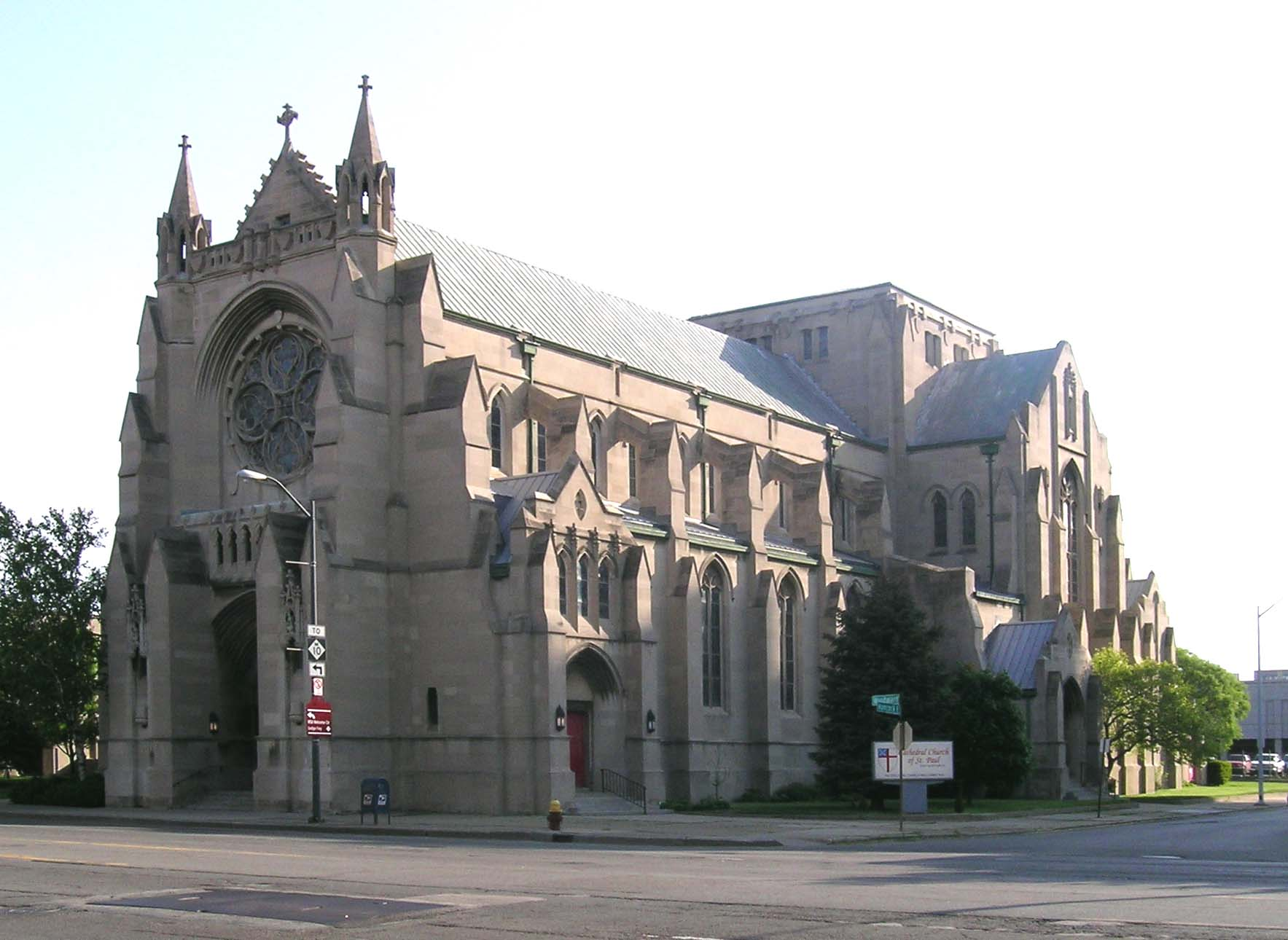
La Catedral de San Pablo en la Avenida Woodward.

| Nombre                                  | Imagen | Ubicación | Resumen |
| --------------------------------------- | ------ | --- | --- |
| Brush Park                              |        | Delimitado por las calles Alfred, Edmund, Watson, Brush y John R. 42°20′43″N 83°3′9″O / 42.34528, -83.05250 | Es el área de 22 cuadras delimitada por Mack al norte, Woodward al oeste, Beaubien al este y Fisher Freeway al sur. El Distrito Histórico de Woodward East, ubicado dentro del vecindario Brush Park designado localmente, es particularmente conocido por las residencias de estilo victoriano construidas para los ciudadanos más ricos de Detroit. Aunque muchas de las casas que alguna vez fueron grandes han sido demolidas en los últimos años, las que quedan exhiben una variedad de subtipos de estilo victoriano y detalles arquitectónicos.     |
| Cass Corridor                           |        | Delimitado por la Avenida Woodward al este, el West Grand Blvd. por el norte, el John C. Lodge Freeway por el oeste, y la autopista Fisher al sur, donde limita con el Downtown.                                                                                           | Originalmente hogar de algunos de los residentes más ricos de Detroit desde finales del siglo XIX hasta mediados del siglo XX, se desarrolló como el centro de las artes y la cultura urbanas de Detroit. La Universidad Estatal Wayne se expandió en el área para abarcar gran parte del Cass Corridor original. Little Caesars Arena, el nuevo hogar de los Detroit Red Wings y los Detroit Pistons, se encuentra en esta área. |
| Distrito Histórico de Cass Park         |        | Calles Temple, Ledyard y Second en Cass Park 42°20′28″N 83°3′35″O / 42.34111, -83.05972 | Rodea el propio Cass Park y contiene más de 20 edificios que incluyen apartamentos, un hotel, el Templo Masónico de Detroit, la Sede Mundial de S. S. Kresge y la Escuela Secundaria Técnica Cass. |
| Distrito Histórico de Cass-Davenport    |        | Aproximadamente delimitado por Cass Avenue, Davenport, y Martin Luther King Jr. Bulevar 42°20′46″N 83°3′40″O / 42.34611, -83.06111 | Incluye cuatro edificios de apartamentos cerca de la esquina de Cass Avenue y Martin Luther King Boulevard. Dos son típicos de los lujosos edificios de apartamentos a pequeña escala construidos en Detroit cerca de principios del siglo XX y dos son típicos de los edificios de apartamentos a gran escala y de alta densidad construidos entre 1915 y 1930. |
| Distrito Histórico del Centro Cultural  |        | 5200, 5201 Woodward Avenue, y 100 Farnsworth Avenue 42°21′31″N 83°3′57″O / 42.35861, -83.06583 | Woodward Avenue pasa por el Distrito Histórico del Centro Cultural, que incluye: la Biblioteca Pública de Detroit, el Instituto de Artes de Detroit y el Edificio Conmemorativo de la Educación Horace H. Rackham. |
| Distrito Histórico de East Ferry Avenue |        | E. Ferry Avenue 42°21′42″N 83°3′56″O / 42.36167, -83.06556 | A mediados de la década de 1880, D. M. Ferry sembró su granja de semillas cerca de Woodward en lotes residenciales. East Ferry Avenue fue rápidamente poblada por prósperos residentes de Detroit de clase media y media alta. Aunque desde entonces Woodward Avenue se ha convertido en propiedad principalmente comercial, las mansiones y viviendas de lujo en East Ferry sobreviven. El distrito incluye la Casa del coronel Frank J. Hecker, designada por separado, y la Casa Charles Lang Freer.                                                     |
| Distrito Histórico de Midtown Woodward  |        | 2951–3424 Woodward Avenue, 14 Charlotte St., 10 y 25 Peterboro St. 42°20′43.5″N 83°3′23.5″O / 42.345417, -83.056528 | Se extiende dos cuadras a lo largo de Woodward Avenue y contiene tres estructuras diseñadas por Alber Kahn: el hotel Addison, la imprenta Kahn y el templo Beth-El, además del teatro de bellas artes diseñado por C. Howard Crane. |
| Distrito Histórico de Sugar Hill        |        | East Forest, Garfield, y East Canfield, entre la Avenida Woodward al oeste y John R. al este. | Una galería de arte está ubicada en Forest Avenue nn Canfield, una propiedad histórica fue renovada recientemente en condominios tipo loft de lujo y espacio para oficinas. |
| Universidad-Centro Cultural             |        | Delimitado por la Autopista Chrysler (I-75) al este, la Lodge Freeway (M-10) al oeste, las vías férreas del Grand Trunk Railroad al norte, y Selden Street, Parsons Street, East Willis Street, y East Warren Avenue al del sur. 42°21′35″N 83°4′9″O / 42.35972, -83.06917 | Las estructuras de esta Área de recursos múltiples se encuentran dentro de Midtown. La sección del Centro Cultural Universitario más allá de Midtown contiene el Distrito Histórico de New Amsterdam y el Distrito Histórico Industrial de Piquette Avenue. |
| Distrito Histórico de Warren-Prentis    |        | Delimitado por Woodward, Warren, Third, y el sur de callejón de Prentis 42°21′15″N 83°4′4″O / 42.35417, -83.06778 | Las estructuras de esta Área de recursos múltiples se encuentran dentro de Midtown. Este distrito contiene una mezcla de estilos de construcción. Los ciudadanos de clase alta de Detroit construyeron viviendas unifamiliares en el área en 1880–1895. Durante el mismo tiempo, la vida en apartamentos se hizo más popular, y se construyeron dúplex y pequeños edificios de apartamentos desde la década de 1890 hasta la primera parte del siglo XX. El desarrollo comercial se agregó a la mezcla en los años posteriores a la Primera Guerra Mundial. |
| Universidad Estatal Wayne               |        | 4735–4841 Cass Avenue 42°21′16″N 83°4′2″O / 42.35444, -83.06722 | Es una gran universidad en el corazón de Midtown. El Detroit Medical Center y muchos edificios notables se encuentran en el área, incluida la Casa Mackenzie de estilo Reina Ana, el Hilberry Theatre y Old Main. |
| Distrito Histórico de West Canfield     |        | Canfield Avenue entre Second y Third Streets; También Third Avenue entre Canfield y Calumet 42°21′3″N 83°4′4″O / 42.35083, -83.06778 | Está ubicado en un bloque principalmente residencial de Canfield. Las casas en el distrito son ejemplos de la arquitectura Reina Ana que se han mantenido casi sin cambios desde fines del siglo XIX. Un aumento de límites (agregado 1997-09-22) agregó edificios en la Tercera Avenida entre Canfield y Calumet al distrito. |
| Distrito Histórico de Willis-Selden     |        | Delimitado por el norte de callejón de W. Willis, Woodward, el sur de callejón de Selden, y Third Avenue 42°20′57″N 83°3′52″O / 42.34917, -83.06444 | Incluye una gran cantidad de edificios comerciales y edificios de apartamentos de alta densidad construidos a principios del siglo XX para dar servicio a la economía automotriz en auge de Detroit. |

### Estructuras históricas
Además de los edificios dentro de los distritos históricos, existen numerosas estructuras históricamente significativas ubicadas dentro de Midtown. Muchas de estas estructuras están incluidas en el Registro Nacional de Lugares Históricos e incluyen estructuras de tres presentaciones de propiedades múltiples: las Fases I y II del Área de Recursos Múltiples de la Universidad-Centro Cultural, y la Presentación de Propiedades Múltiples de Cass Farm. Estas estructuras incluyen:
- Iglesias (Primera Iglesia Unitaria de Detroit, Primera Iglesia Presbiteriana, Templo Beth-El, Capilla de Santa Teresa-la Pequeña Flor, Iglesia Metodista Unida de la Avenida Cass, First Congregational Church, Iglesia Catedral de San Pablo, y Iglesia Episcopal Memorial de San Andrés. Las iglesias católicas de San Alberto, San Josafat y del Corazón más Dulce de María se encuentran a lo largo de la I-75).
- Casas unifamiliares (John Harvey House, Bernard Ginsburg House, Elisha Taylor House, Hudson-Evans House, Albert Kahn House, David Whitney House, Perry McAdow House, William C. Boydell House, Mulford T. Hunter House, George W. Loomer House, Samuel L. Smith House, Herman Strasburg House, Charles Lang Freer House, Col. Frank J. Hecker House).
- Edificios residenciales (Garfield Lofts, Milner Arms Apartments, League of Catholic Women Building, Coronado Apartments, Helen Newberry Nurses Home, Stuberstone Lofts, Thompson Home, Chatsworth Apartments, The Wardell, Belcrest Apartments, Verona Apartments, Lancaster and Waumbek Apartments, The Eddystone, 2643 Park Avenue, Hadley Hall).
- Edificios comerciales y de oficinas (Metropolitan Center for High Technology, Maccabees Building, Architects Building, Detroit-Columbia Central Office Building, Graybar Electric Company Building, Cass Motor Sales, The Russell).
- Teatros (Orchestra Hall, Garden Bowl, Majestic Theater).
- Colegios (The Clay School, Sts. Peter and Paul Academy, Jefferson Intermediate School).
- Clubs (Templo Masónico de Detroit, Scarab Club).
- Edificios de servicios públicos (Detroit Edison Company Willis Avenue Station).

## Historia

### 1870 – 1910
El área que ahora es Midtown se construyó por primera vez después del desastroso incendio de 1805 en Detroit, cuando el Congreso de Estados Unidos autorizó la construcción de una nueva aldea en Detroit. Se otorgaron títulos de propiedad para resolver la incertidumbre restante sobre la propiedad de algunas parcelas, que se debió en parte a la entonces bastante reciente salida de las fuerzas coloniales británicas. Durante esta planificación, el Congreso autorizó la planificación de terrenos al norte de Detroit a ambos lados de la vía principal, Woodward Avenue. Estos lotes se conocían como los "lotes de parques".
La sección de Midtown al oeste de Park Lots se conoce como el área de "Cass Farm", por el nombre de una de las granjas de cinta originales que corría hacia el norte desde el río a través del área. La Granja Cass original se encontraba entre lo que ahora es Cass Avenue y Third Avenue. En 1816, Lewis Cass compró la granja de cintas. La propiedad se fue desarrollando gradualmente a lo largo de los años, desarrollándose primero los tramos más cercanos al río. Para cuando Cass murió en 1866, algunas de las cuadras al norte de Martin Luther King Boulevard acababan de ser planificadas. Los hijos de Cass continuaron recorriendo el área después de su muerte. Dos granjas más atravesaban Midtown al oeste de Woodward: Jones / Crane Farm, llamada así por De Garmo Jones, antiguo alcalde de Detroit, que estaba ubicada entre lo que ahora es la Tercera Avenida y el callejón al este de Fourth Street; y Forsythe Farm, ubicada entre lo que ahora es Fourth Street y Lodge Freeway.
Al este de Park Lots, la granja de cintas que atravesaba el área del Downtown era propiedad de John Askin, un comerciante irlandés. Adelaide, la hija de Askin, se casó con Elijah Brush, el descendiente de la conocida familia Brush de Detroit; la granja pasó a la pareja y finalmente a su hijo Edmund. Edmund Brush comenzó a subdividir la granja en la segunda mitad del siglo XIX.
A pesar de la fecha temprana de la construcción de los parques, el desarrollo del área fue lento al principio, ya que el crecimiento de Detroit a principios del siglo XIX ocurrió principalmente al este y al oeste de Woodward, a lo largo de Fort Street y Jefferson Avenue. I ncluso en la década de 1840, solo un puñado de edificios, presumiblemente estructuras agrícolas, estaban ubicados en el área. La primera calle de este a oeste en lo que ahora es Brush Park, en la sección sur de Midtown, no se abrió hasta 1852.
No fue hasta durante la Guerra de Secesión, cuando el distrito del centro se volvió más orientado a los negocios, que comenzó a desarrollarse el norte de Woodward Avenue. La construcción convirtió el área que ahora es Midtown en un distrito residencial principalmente exclusivo y tranquilo, lejos del bullicio del Downtown. El desarrollo urbano de la zona se aceleró en 1870, cuando la población de Detroit era de casi 80.000 habitantes. Las líneas de tranvía establecidas en la década de 1860 permitieron a los residentes viajar cómodamente desde el Midtown hasta el Downtown.

### 1910 – 1930
El Distrito Históricode West Canfield, construido en 1871, fue una de las primeras subdivisiones registradas en el área. El distrito cuenta con lotes grandes y costosos, y muchos residentes prominentes de Detroit se establecieron en el bloque. Una depresión severa ralentizó el desarrollo, pero se reanudó a fines de la década de 1870. El período de 1880 a 1895 trajo un auge en la construcción de elegantes casas unifamiliares y dúplex en el Midtown. Los lotes de Woodward eran los más caros y presentaban las casas más opulentas; los lotes inmediatamente al lado de la calle principal pronto se llenaron con las casas de la clase alta de Detroit. También se construyeron escuelas y edificios religiosos en la zona.
A medida que Detroit creció, también creció la demanda de viviendas de apartamentos; a partir de 1895, la construcción en el área de Cass Farm comenzó a centrarse más en pequeños edificios de apartamentos. Esto fue particularmente cierto en la última parte del distrito que se desarrolló, la sección al sur de Warren entre Cass y Third. Aquí se construyeron varios edificios de apartamentos a pequeña escala a principios del siglo XX.
A medida que la ciudad continuó expandiéndose, el carácter del vecindario cambió. Incluso antes de la Primera Guerra Mundial, la congestión a lo largo de Woodward precipitó un cambio de viviendas de clase alta a empresas comerciales. El auge del automóvil hizo que los vecindarios más distantes, como Boston-Edison y Indian Village, fueran fácilmente accesibles desde el centro de Detroit, y las familias adineradas se mudaron de las casas señoriales a lo largo de Woodward y Brush Park.
La construcción de la Orchestra Hall anunció un movimiento City Beautiful que convirtió gran parte del área en un espacio orientado al público; la idea de convertir Midtown en una meca cultural continuó con la construcción de la biblioteca y el DIA en la década de 1920.
El auge del automóvil también cambió el área. La proximidad de Midtown a las plantas automotrices en el área de Milwaukee Junction lo hizo ideal para albergar a los trabajadores automotrices. Durante las décadas de 1910 y 1920, se construyeron edificios de apartamentos más grandes en la zona, y muchas viviendas unifamiliares restantes se convirtieron en pensiones. El uso comercial también aumentó en el área, particularmente en los sectores relacionados con la automoción: showrooms, servicio

### 1930–presente

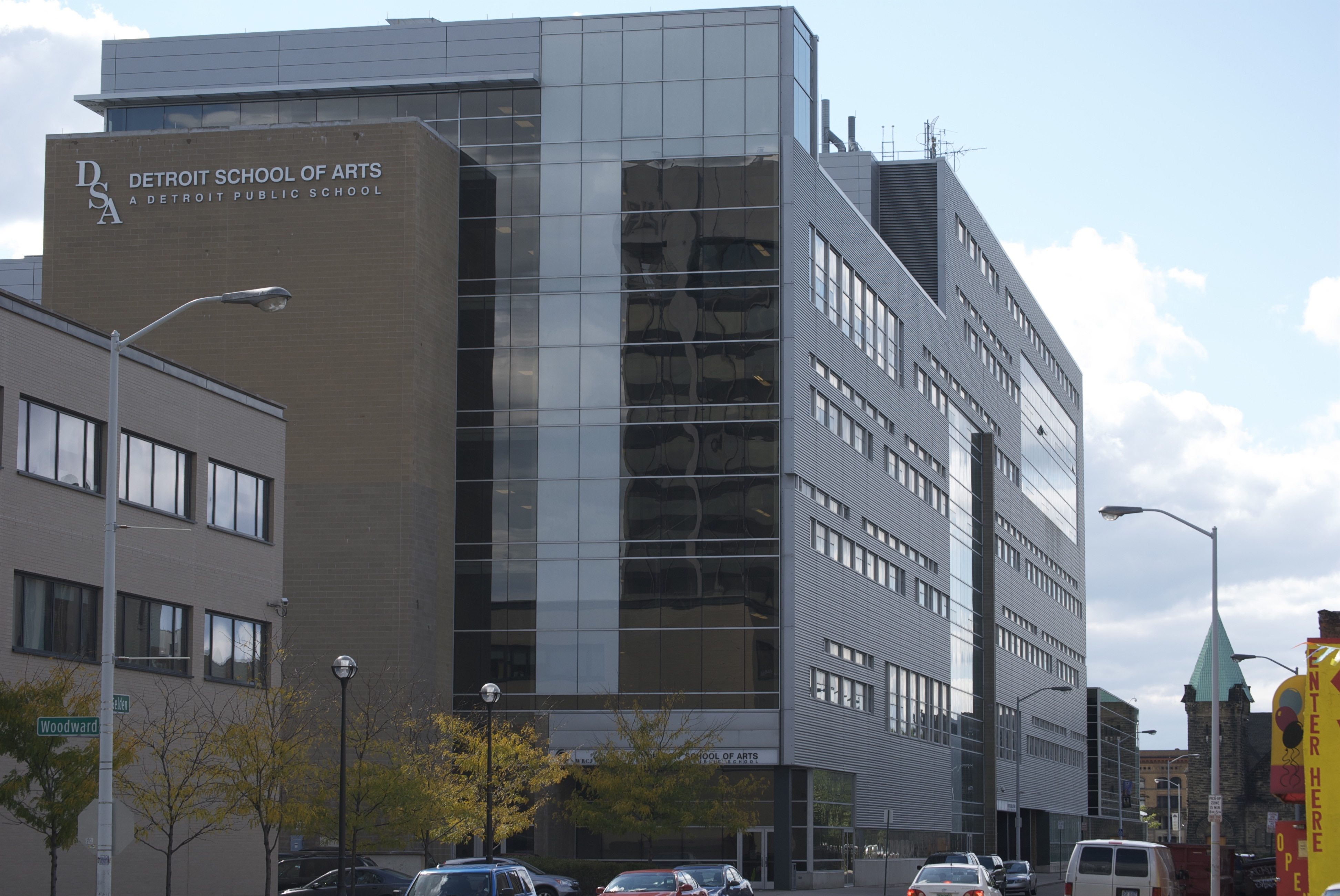
Escuela de Artes de Detroit

La Gran Depresión anunció una recesión para el Midtown. Los edificios recién construidos cayeron en ejecución hipotecaria y muchos de los trabajadores automotrices que anteriormente estaban bien pagados y que vivían en el área estaban sin trabajo. Cuando la recuperación de la Segunda Guerra Mundial estimuló la economía, la industria se había trasladado a los suburbios y la zona se volvió gradualmente más residencial.
Durante la Gran Depresión, muchas de las mansiones más antiguas se subdividieron en apartamentos y la demanda de viviendas cayó después de la Segunda Guerra Mundial.
En la década de 1950, comenzó la demolición de casas y negocios obsoletos, una práctica que se extendió hasta la década de 1980. La Universidad Estatal Wayne también comenzó a tener más influencia en el área, rehabilitando edificios antiguos y construyendo otros nuevos en la sección noroeste del vecindario. Los límites actuales de Midtown también se delinearon cuando se construyeron las autopistas interestatales a través de Detroit, particularmente la Chrysler Freeway (I-75) en el este, la Lodge Freeway (M-10) en el oeste, la Edsel Ford Freeway (I-94 ) en el norte y Fisher Freeway (I-75) en el sur. El Chrysler siguió el curso de Hastings Street, el centro de la vida afroamericana en Detroit en ese momento. Para albergar a los residentes desplazados, los Proyectos de Vivienda Brewster-Douglass se construyeron en el extremo este del Midtown, cerca de Chrysler y lo que alguna vez fue la próspera comunidad de Hastings Street.
A medida que la atención se centró en la revitalización en el decenio de 1990, el estado de Wayne, otros grupos públicos y partes privadas han remodelado más estructuras en la zona.
En septiembre de 2005, la empresa Lovio George Inc. reveló un nuevo logotipo para Midtown Detroit.
En 2011, los edificios de apartamentos de Midtown estaban ocupados en un 94%.

## Economía
Midtown Detroit alberga el Detroit Medical Center, el mayor empleador privado de la ciudad de Detroit con más de 12.000 empleados. El DMC tiene más de 2,000 camas con licencia y 3,000 médicos afiliados. El DMC es el sitio de investigación clínica afiliado al programa médico de la Universidad Estatal Wayne, la cuarta escuela de medicina más grande del país. El 19 de marzo de 2010, Vanguard Health Systems anunció planes para invertir casi 1.500 millones de dólares en Detroit Medical Center, incluidos 850 millones para expansión y renovación, y 417 millones para cancelar deudas, a la espera de la aprobación de su adquisición.
El periódico Metro Times se mudó al edificio Arnold E. Frank en Midtown en 2017.

## Demografía
En 2016, aproximadamente 20.000 personas vivían en Midtown Detroit, un aumento del 7 por ciento desde 2013
El vecindario tiene una de las tasas de criminalidad más bajas de la ciudad, en parte debido a su relación con la Policía de la Universidad Estatal Wayne, que patrulla el vecindario además de la Policía de Detroit. De 2008 a 2015, la delincuencia disminuyó un 52 por ciento en Midtown en comparación con el 18 por ciento en la ciudad en general

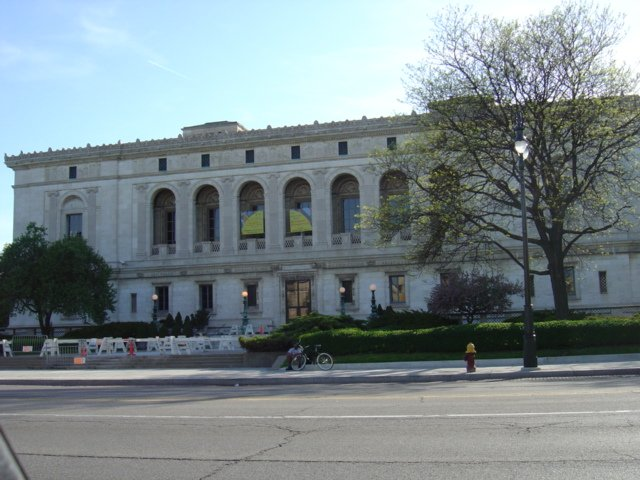
Biblioteca Pública de Detroit

### Universidades
La Universidad Estatal Wayne se encuentra en Midtown. La Facultad de Estudios Creativos también se encuentra en Midtown y es una de las mejores escuelas de arte del país. Además, el Centro Detroit de la Universidad de Míchigan y el Centro Detroit de la Universidad Estatal de Míchigan están ubicados en el Midtown.

### Escuelas primarias y secundarias
El área está dividida en zonas para las escuelas públicas de Detroit. Hubo un tiempo en que DPS tenía su sede en el edificio Maccabees en Midtown. En 2002, el distrito pagó al propietario del edificio Fisher $ 24.1 millones para que el distrito pudiera ocupar cinco pisos en el edificio; el Edificio Fisher en el área del New Center ahora sirve como sede del DPS.
Tres escuelas K-8, Golightly y Spain en Midtown y Edmonson fuera de Midtown, atienden partes de Midtown Todos los residentes están divididos en zonas para Martin Luther King High School, en las afueras de Midtown.
Las escuelas magnet de DPS Cass Technical High School y Detroit School of Arts también se encuentran en Midtown.